# Северное кладбище (Санкт-Петербург)
Се́верное кла́дбище — второе по величине (после Южного) кладбище Санкт-Петербурга. Расположено в посёлке Парголово.

## История
Кладбище было основано в соответствии с указом Александра II от 20 октября (1 ноября) 1871 года. Указ предписывал произвести отвод земли под кладбище «по Старо-Парголовской дороге, против загородных дач Исакова и Гинтера». Открыто для захоронений 2 (14) января 1875 года.
До 1960-х годов — Успе́нское кладбище — по церкви Успения Божией Матери (архитектор П. Ю. Сюзор; построена в 1874 году, закрыта в 1934 году, разрушена в начале 1950-х годов).
Площадь по состоянию на 2024 год — более 380 га. В 2008 году на центральной аллее кладбища выстроена каменная церковь Успения Пресвятой Богородицы.

## Захоронения
- Категория:Похороненные на Северном кладбище

## Галерея
- Могила тренера Григория Никифорова
- Памятник Луспекаеву на Северном кладбище
- Семейное захоронение Героя Социалистического Труда Глеба Щёголева и писательницы Натальи Грудининой
- Могила артиста Сергея Филиппова